# Населення Рівного
Населення Рівного станом на 1 березня 2015 року становило 249 477 осіб, що становить 21,5% населення області. На початку 2014 р. за чисельністю населення серед міст України Рівне посідало 25 місце..

## Історична динаміка
Історична динаміка населення Рівного
| Рік  | Чисельність населення   | Демографічна ситуація |
| ---- | ----------------------- | --- |
| 1858 | 5 054                   | |
| 1897 | 24 573                  | |
| 1921 | 30 000                  | |
| 1939 | 43 000                  | |
| 1959 | 59 598                  | |
| 1967 | 100 000                 | |
| 1970 | 115 541                 | |
| 1979 | 178 956                 | |
| 1989 | 227 925                 | |
| 2001 | 248 813                 | |
| 2007 | 248 229                 | |
| 2012 | 250 174                 | |
| 2013 | ▲250 333 (на 1.01.2013) | |
| 2014 | ▼249 912 (на 1.01.2014) | Чисельність населення міста, за оцінкою, на 1 грудня 2014р. становила 249,8 тис. осіб. Упродовж січня–листопада 2014р. чисельність наявного населення зменшилася на 94 особи, що в розрахунку на 1000 наявного населення становило 0,4 особи. Зменшення чисельності населення міста відбулося за рахунок міграційного скорочення (на 911 осіб), водночас у місті спостерігався природний приріст (на 817 осіб). Порівняно з січнем–листопадом 2013р. обсяг природного приросту зменшився на 21 особу, або з 3,7 до 3,5 особи в розрахунку на 1000 наявного населення. Природний рух населення міста у січні–листопаді 2014р. характеризувався зменшенням народжуваності та смертності порівняно з січнем–листопадом 2013р. За січень–листопад 2014р. кількість народжених в місті була на 30 осіб меншою, ніж за січень–листопад 2013р., рівень народжуваності порівняно з січнем–листопадом 2013р. знизився з 12,1 до 11,9 немовляти на 1000 наявного населення. Рівень смертності у січні–листопаді 2014р. порівняно з січнем–листопадом 2013р. не змінився і становив 8,4 померлих на 1000 наявного населення. У місті зафіксовано міграційне скорочення населення. Число вибулих (5537 осіб) перевищило кількість прибулих (4626 осіб) на 911 осіб. |
| 2015 | ▼249 639 (на 1.01.2015) | Чисельність наявного населення міста, за оцінкою, на 1 грудня 2015р. становила 248,6 тис. осіб. Упродовж січня–листопада 2015р. чисельність населення зменшилася на 1086 осіб, що в розрахунку на 1000 наявного населення становило 4,8 особи. Чисельність населення зменшилася за рахунок міграційного скорочення (1731 особа), водночас зафіксовано природний приріст (645 осіб). У січні–листопаді 2015р. рівень природного приросту склав 2,8 особи в розрахунку на 1000 наявного населення. Народжуваність становила 11,5 живонароджених у розрахунку на 1000 наявного населення, а смертність – 8,7 померлих на 1000 наявного населення. |
| 2016 | ▼248 307 (на 1.01.2016) | Чисельність наявного населення міста, за оцінкою, на 1 грудня 2016р. становила 247,5 тис. осіб. Упродовж січня–листопада 2016р. чисельність населення зменшилася на 837 осіб, що в розрахунку на 1000 наявного населення склало 3,7 особи. Чисельність населення зменшилася за рахунок міграційного скорочення (1208 осіб), водночас зафіксовано природний приріст (371 особа). У січні–листопаді 2016р. рівень природного приросту склав 1,6 особи в розрахунку на 1000 наявного населення. Народжуваність становила 10,8 живонароджених у розрахунку на 1000 наявного населення, а смертність – 9,2 померлих на 1000 наявного населення. |
| 2017 | ▼247 356 (на 1.01.2017) | Чисельність наявного населення міста, за оцінкою, на 1 грудня 2017р. становила 246,7 тис. осіб. Упродовж січня–листопада 2017р. чисельність населення зменшилася на 638 осіб, що в розрахунку на 1000 наявного населення становило 2,8 особи. У січні–листопаді 2017р. рівень природного приросту склав 1,2 особи в розрахунку на 1000 наявного населення. Народжуваність становила 10,2 живонароджених у розрахунку на 1000 наявного населення, а смертність – 9 померлих на 1000 наявного населення. |
| 2018 | ▼246 574 (на 1.01.2018) | Чисельність наявного населення в місті, за оцінкою, на 1 грудня 2018р. становила 246,6 тис. осіб. Упродовж січня–листопада 2018р. чисельність населення зросла на 53 особи. Порівняно із січнем–листопадом 2017р. обсяг природного приросту зменшився на 70 осіб. Кількість живонароджених у січні–листопаді 2018р. становила 2238 осіб, померлих – 2032 особи. |
| 2019 | ▼246 535 (на 1.01.2019) | Чисельність наявного населення в місті, за оцінкою, на 1 грудня 2019р. становила 246,1 тис. осіб. Упродовж січня–листопада 2019р. чисельність населення скоротилась на 413 осіб. У січні–листопаді 2019р. обсяг природного скорочення становив 30 осіб. Кількість живонароджених у січні–листопаді 2019р. становила 2038 осіб, померлих – 2068 осіб. |
| 2020 | ▼246 003 (на 1.01.2020) | Чисельність наявного населення в місті, за оцінкою, на 1 грудня 2020р. становила 245,4 тис. осіб. Упродовж січня–листопада 2020р. чисельність населення скоротилась на 569 осіб. Порівняно з січнем–листопадом 2019р. обсяг природного скорочення збільшився на 348 осіб. Кількість живонароджених у січні–листопаді 2020р. становила 1910 осіб, померлих – 2288 осіб. |
| 2021 | ▼245 289 (на 1.01.2021) | Чисельність наявного населення в місті, за оцінкою, на 1 грудня 2021р. становила 244 тис. осіб. Упродовж січня–листопада 2021р. чисельність населення скоротилась на 1265 осіб. Порівняно з січнем–листопадом 2020р. обсяг природного скорочення збільшився на 518 осіб. Кількість живонароджених у січні–листопаді 2021р. становила 1888 осіб, померлих – 2784 особи. |

## Вікова структура
Середній вік населення Рівного за переписом 2001 року становив 34,1 років. Середній вік чоловіків на 2,7 років менше ніж у жінок (32,7 і 35,4 відповідно). У віці молодшому за працездатний знаходилося 48 979 осіб (19,7%), у працездатному віці — 165 474 осіб (66,5%), у віці старшому за працездатний — 34 293 осіб (13,8%). За статтю у місті переважали жінки, яких налічувалося 133 541 осіб (53,7%), тоді як чоловіків 115 272 (46,3%).
Розподіл населення за віком та статтю (2001):
| Стать | Всього  | До 15 років | 15-24  | 25-44  | 45-64  | 65-85  | Понад 85 |
| --- | ------- | ----------- | ------ | ------ | ------ | ------ | -------- |
| Чоловіки | 113 489 | 22 168      | 24 200 | 36 784 | 23 829 | 6309   | 199      |
| Жінки | 131 764 | 21 499      | 27 038 | 41 639 | 29 682 | 11 236 | 670      |
| \| Статево-вікова піраміда \| Статево-вікова піраміда \| Статево-вікова піраміда \| \| ----------------------- \| ----------------------- \| ----------------------- \| \| Чоловіки \| Вік \| Жінки \| \| 199 \| 85 + \| 670 \| \| 461 \| 80-84 \| 1148 \| \| 1121 \| 75-79 \| 2733 \| \| 2074 \| 70-74 \| 3534 \| \| 2653 \| 65-69 \| 3821 \| \| 4435 \| 60-64 \| 5636 \| \| 4140 \| 55-59 \| 5180 \| \| 7170 \| 50-54 \| 8895 \| \| 8084 \| 45-49 \| 9971 \| \| 9993 \| 40-44 \| 11 804 \| \| 9159 \| 35-39 \| 10 405 \| \| 8454 \| 30-34 \| 9898 \| \| 9178 \| 25-29 \| 9532 \| \| 10 797 \| 20-24 \| 11 803 \| \| 13 403 \| 15-20 \| 15 235 \| \| 9683 \| 10-14 \| 9440 \| \| 6978 \| 5-9 \| 6748 \| \| 5507 \| 0-4 \| 5311 \| |         |             |        |        |        |        |          |
| Статево-вікова піраміда |         |             |        |        |        |        |          |
| Чоловіки | Вік     | Жінки       |        |        |        |        |          |
| 199 | 85 +    | 670         |        |        |        |        |          |
| 461 | 80-84   | 1148        |        |        |        |        |          |
| 1121 | 75-79   | 2733        |        |        |        |        |          |
| 2074 | 70-74   | 3534        |        |        |        |        |          |
| 2653 | 65-69   | 3821        |        |        |        |        |          |
| 4435 | 60-64   | 5636        |        |        |        |        |          |
| 4140 | 55-59   | 5180        |        |        |        |        |          |
| 7170 | 50-54   | 8895        |        |        |        |        |          |
| 8084 | 45-49   | 9971        |        |        |        |        |          |
| 9993 | 40-44   | 11 804      |        |        |        |        |          |
| 9159 | 35-39   | 10 405      |        |        |        |        |          |
| 8454 | 30-34   | 9898        |        |        |        |        |          |
| 9178 | 25-29   | 9532        |        |        |        |        |          |
| 10 797 | 20-24   | 11 803      |        |        |        |        |          |
| 13 403 | 15-20   | 15 235      |        |        |        |        |          |
| 9683 | 10-14   | 9440        |        |        |        |        |          |
| 6978 | 5-9     | 6748        |        |        |        |        |          |
| 5507 | 0-4     | 5311        |        |        |        |        |          |

Станом на 1 січня 2014 року статево-віковий розподіл населення Рівного був наступним:
| вік         | чоловіки | жінки  | обидві статі |
| ----------- | -------- | ------ | ------------ |
| 0-14        | 19 146   | 18 212 | 37 358       |
| 15-64       | 84 777   | 99 522 | 184 299      |
| 65 і старше | 9 006    | 15 827 | 24 833       |

## Національний склад
Динаміка національного (1931 р. — релігійного) складу населення Рівного, %
|          | 1931 | 1959 | 1989 | 2001 |
| -------- | ---- | ---- | ---- | ---- |
| українці | 16,9 | 66,7 | 84,2 | 91,6 |
| росіяни  | 16,9 | 26,0 | 13,1 | 6,8  |
| білоруси | 16,9 | 1,6  | 1,0  | 0,6  |
| поляки   | 25,7 | 1,8  | 0,5  | 0,4  |
| євреї    | 56,0 | 2,3  | 0,5  | 0,2  |

## Мовний склад
Динаміка рідної мови населення Рівного за переписами, %
| мова       | 1897 | 1931 | 1989 | 2001 |
| ---------- | ---- | ---- | ---- | ---- |
| українська | 16,6 | 7,9  | 82,8 | 92,1 |
| російська  | 17,4 | 6,9  | 16,5 | 7,5  |
| польська   | 6,8  | 27,5 | 0,2  | 0,1  |
| єврейська  | 55,8 | 55,5 | 0,1  |      |

Українська мова є основною та єдиною офіційною мовою міста.
Згідно з опитуванням, проведеним Міжнародним республіканським інститутом у квітні-травні 2023 року, українською вдома розмовляли 96 % населення міста, російською — 3 %.
Згідно з опитуванням, проведеним Міжнародним республіканським інститутом у квітні-травні 2024 року, українською вдома розмовляли 99 % населення міста, російською — 4 % (на відміну від опитування 2023 року було дозволено вибір кількох варіантів).